# IHIキャスティングス
株式会社IHIキャスティングス（アイ・エイチ・アイ・キャスティングス、英: IHI Castings Co., Ltd.）は、東京都昭島市に本社を置く、精密鋳造メーカー。IHIグループのひとつで略称はICC。
旧商号は石川島精密鋳造株式会社（いしかわじませいみつちゅうぞう、英: Ishikawajima Investment Castings Co., Ltd.）。2008年7月1日をもって、現社名に変更した。

## 概要
1997年に石川島精密鋳造株式会社として設立以来、航空機用ジェットエンジン、宇宙用機器、産業用ガスタービン、車両用および舶用過給器、人工関節、一般産業用機器などに使用される精密鋳造素材を製造・販売している。
戦後、石川島播磨重工業株式会社（現IHI）で精密鋳造技術の研究が始まり、それをもとに事業を開始、1977年に独立した。売上の70％以上が航空エンジン用部品であり、なかでも単結晶や一方向性凝固の動翼／静翼は国内トップシェアであり、また海外のエンジンメーカ、ガスタービンメーカとの取引も多い。

## 沿革
- 1951年4月 - 石川島播磨重工業株式会社（現IHI）技術研究所で精密鋳造技術の研究を開始
- 1973年4月 - 石川島播磨重工業株式会社航空エンジン事業部に精密鋳造部設立
- 1977年4月 - 石川島播磨重工業株式会社から分離独立、石川島精密鋳造株式会社設立。
- 1977年4月 - 松本石川島精密鋳造株式会社（MCC）設立
- 1980年4月 - 瑞穂工場開設
- 1983年 - 一方向性凝固（DS）翼生産開始
- 1985年 - セラミックコア生産開始
- 1987年 - チタン鋳造品生産開始
- 1990年 - 中空単結晶（SC）翼生産開始
- 1992年 - 民間航空エンジン翼部品生産開始
- 1998年 - 相馬工場開設
- 2000年 - 松本石川島精密鋳造株式会社を併合
- 2005年 - 田無工場を閉鎖、相馬工場へ併合
- 2006年 - 本社をIHI昭島ビル内に移転
- 2008年7月 - 株式会社IHIキャスティングスに社名変更

## 事業拠点
主力工場は次の通り。
相馬工場
〒976-0001 福島県相馬市大野台一丁目2-1 IHI相馬工場内 座標
松本工場
〒390-8714 長野県松本市石芝一丁目1-1 IHIアグリテック松本工場内 座標

## 主要製品
航空機用ジェットエンジン、宇宙用機器、産業用ガスタービン、車両用および船舶用過給機などに使用される耐熱合金精密鋳造素材